# Albert Lauscher

Albert Lauscher

Albert Lauscher (* 18. Februar 1872 in Roetgen; † 23. Mai 1944 in Bonn) war ein deutscher katholischer Priester, Gymnasiallehrer, Professor für Theologie und Politiker der Zentrumspartei.

## Leben
Nach dem Besuch der Volksschule und des Kaiser-Karls-Gymnasiums in Aachen studierte Lauscher katholische Theologie an der Universität Bonn und besuchte das Priesterseminar in Köln. Im Jahr 1897 wurde er zum Priester geweiht. Er war ab 1897 Kaplan an der Kirche St. Gertrud in Essen, arbeitete als Seelsorger und wurde 1900 Kaplan an St. Gereon in Köln. In Münster promovierte Lauscher 1902 zum Dr. theol. Ab 1904 war er Religionslehrer am Gymnasium in Borbeck bei Essen und ab 1908 am Friedrich-Wilhelm-Gymnasium in Köln. Im Jahr 1917 wurde Lauscher zum ordentlichen Professor für Moraltheologie an der Universität Bonn ernannt. 
Lauscher war Mitarbeiter mehrerer wissenschaftlicher Zeitschriften und veröffentlichte eine Reihe von Schriften. So schrieb er unter anderem über Erzbischof Bruno II. sowie über Friedrich Nietzsche und verfasste eine Geschichte der theologischen Fakultät in Bonn.
Politisch gehörte Lauscher der Zentrumspartei an. Für diese war er von 1919 bis 1921 Mitglied der Verfassunggebenden Preußischen Landesversammlung. Seitdem war er bis 1933 Mitglied des Preußischen Landtages. In der Fraktion und der Partei insgesamt war er einer der führenden Experten für die Schulpolitik. Im Gegensatz zu weiten Teilen der Partei beharrte er nicht vollständig auf der konfessionellen Schule, sondern war aus verschiedenen Gründen bereit, auch weltliche Schulen anzuerkennen. Im letzten Landtag von 1933 war er Fraktionsvorsitzender seiner Partei. In den Jahren 1920 bis 1924 war Lauscher zudem Mitglied des Reichstages. 
Mit dem zu Beginn der nationalsozialistischen Herrschaft abgeschlossenen Reichskonkordat musste sich Lauscher wegen seines Priesteramtes aus der Politik zurückziehen. Im Jahr 1934 wurde er dann auch als Professor entlassen und vorzeitig pensioniert.

## Ehrungen
- Päpstlicher Hausprälat, 1928
- Ehrendomherr in Köln, 1931

## Veröffentlichungen (Auswahl)
- Erzbischof Bruno II. von Köln. Ein Beitrag zur Geschichte des Erzbistums Köln. Bachem, Köln 1903.
- Friedrich Nietzsche. Kritische Studien. Fredebeul & Koenen, Essen 1908.
- Die katholisch-theologische Fakultät der Rheinischen Friedrich-Wilhelm-Universität zu Bonn. 1818-1918. Schwann, Düsseldorf 1920.